# Selva morale e spirituale
Die 1641 veröffentlichte Sammlung »Selva morale e spirituale«, SV 252-288, ist eine Sammlung geistlicher Werke des italienischen Barockkomponisten Claudio Monteverdi (1567–1643).
Das Gesamtwerk wurde in Form einzelner Stimmbücher gedruckt, die über einen längeren Zeitraum hinweg veröffentlicht wurden, so dass die einzelnen Bücher verschiedene Jahresangaben tragen. Der Originaltitel der Basso continuo-Stimme lautet z. B.: »SELVA MORALE E SPIRITVALE DI CLAVDIO MONTEVERDE Maestro Di Capella della Serenissima Republica Di Venetia DEDICATA ALLA SACRA CESAREA MAESTA DELL'IMPERATRICE ELEONORA GONZAGA Con Licenza de Superiori & Priuilegio. [...] IN VENETIA MDCXXXX Appresso Bartolomeo Magni«, erschien also bereits 1640. Daher kommt es, dass das Veröffentlichungsdatum unterschiedlich mit »1640« oder »1641« angegeben wird. Widmungsträgerin ist Eleonora Gonzaga, Witwe des Kaisers Ferdinand II. und Tochter Vincenzo Gonzagas, des ehemaligen Dienstherren Monteverdis in Mantua.

## Beschreibung
Die Sammlung enthält eine vierstimmige Vertonung der Messe mit einigen Alternativsätzen im stile concertato, zahlreiche Psalmvertonungen und Hymnen für den Vespergottesdienst sowie Motetten und zeigt die Bandbreite an kompositorischen Stilen, die Monteverdi im Lauf seiner Kapellmeister-Tätigkeit an San Marco in Venedig verwendet hat.

## Inhalt
(nach dem originalen Inhaltsverzeichnis)
A
- O Ciechi il tanto affaticar Madrigale morale à 5 voci & due violini
- Voi ch'ascoltate Madrigale morale à 5 voci & due violini
- E questa vita un lampo à 5 voci
- Spontava il di  Canzonetta morale a 3 voci. Basso Tenore Alto
- Chi vol che m'innamori Canzonetta morale a 3 con due violini
- Messa à 4 da capella
- Gloria à 7 voci concertata con due violini & quattro viole da brazzo

overo 4 Tromboni quali anco si ponno lasciare se occoresce l'acidente
- Crucifixus à quattro voci. Basso Tenore Quinto & Alto
- Et resurrexit à due Soprani o Tenori con due violini
- Et iterum à 3 voci. Basso & due Contralti Concertato con quatro Tron-

boni o viole da brazzo quali si ponno anco lasciare il qual Crucifixus servirà per variatione
della Messa a quattro pigliando questo in loco di quello notato tra li due segni
B
- Motetto à Voce sola in Basso Ab æterno ordinata sum
- Dixit Primo à 8 voci concertato con due violini & quattro viole on Tron-

boni quali se portasse l'accidente anco si ponno lasciare
- Dixit secondo à 8 voci concertato co gli stessi istromenti del primo &

nel medesimo modo
- Confitebor Primo à 3 voci con 5 altre voce ne repleni
- Confitebor Secondo à 3 voci concertato con due violini
- Confitebor Terzo alla francese à 5 voci quali si può concertare se piacerà

con quattro viole da brazzo lasciando la parte del soprano alla voce sola
- Beatus primo à 6 voci concertato con due violini & 3 viole da brazzo ove-

ro 3 Tromboni quali anco si ponno lasciare
- Beatus Secondo a 5 voci qual si pou cantare ridoppiato & forte o come piacerà
- Laudate pueri Primo à 5 concertato con due violini
- Laudate Pueri Secondo à 5 voci
- Laudate dominum omnes gentes Primo à 5 voci concertato con due violi-

ni & un choro a quattro voci qual potrasi e cantare e sonare co quattro vio-
le o Tromboni & anco lasciare se acadesse il bisogno
- Laudate Dominum Secondo à 8 voci & due violini
- Laudate Dominum Terzo à 8 voci
- Credidi à 8 voci da Capella
- Memento à 8 voci da Capella
- Sanctorum meritis Primo à voce sola & due violini sopra alla qual aria si

potranno cantare anco altri Hinni pero che sijno dello stesso Metro
- Sanctorum meritis secondo à voce sola concertato con due violini sopra

a la qual aria si puo cantare anco altri Hinni dello stesso Metro
- Iste Confessor voce sola & due violini sopra alla qual Aria si puo cantare

parimente Ut queant laxis die S. Gio. Batt. & simili
- Deus tuorum militum Hinno con doi violini
- Magnificat Primo à 3 voci & due violini & quattro viole overo quatro

Tronboni quali in acidente si ponno lasciare
- Magnificat Secondo à quatro voci in genere da Capella
- Salve regina con dentro un Ecco voce sola risposta d'ecco & due violini
- Salve Regina à 2 voci due Tenori o due soprani
- Salve Regina à 3 voci Alto Basso & Tenore o Soprano

Motetti A Voce Sola
- Iubilate à voce Sola in Dialogo
- Laudate Dominum voce sola Soprano o Tenore
- Pianto Della Madonna sopra al Lamento del'Arianna

## Gesamteinspielungen
- Michel Corboz, Ensemble Vocal et Instrumental de Lausanne, Erato Records 1965–87, wieder aufgelegt 6 CDs 2009
- Konrad Junghänel, Cantus Cölln, Concerto Palatino, Harmonia mundi DHM, 3 CD, 2001
- Françoise Lasserre, Ensemble Vocal Akademia, ZigZag Territoires, 2003
- Gabriel Garrido, Ensemble Elyma, Ambronay CD, 2005
- Claudio Cavina, La Venexiana, 3 CD, Glossa GCD 920915, 2008
- Krijn Koetsveld, Le Nuove Musiche, 3 CD, Brilliant, 2022